# Râul Cloașterf
Râul Cloașterf este un curs de apă, afluent al râului Scroafa. 